# Portugal (справочник)
«Португа́лия» (порт. Portugal) — фундаментальный 7-томный библиографический и биографический справочник, включивший сведения об авторах и изданиях Португалии различных областей знаний (от архитектуры до юриспруденции). 7 томов (A—Z) выходили из печати с 1904 по 1915 год. Данный авторитетный источник до сих пор не утратил своего значения.

## Описание
Данное издание представляет собой третий солидный биографический и библиографический источник по персоналиям Португалии и их публикациям. До его выпуска известными авторитетными источниками по теме были «Лузитанская библиотека» (4 тома, 1741—1759) Диогу Барбозы Машаду и «Португальский библиографический словарь» (23 тома, 1858—1958) И. Ф. да Силвы. Название словаря освещает описываемые в нём области знаний — это история, география, искусство, геральдика и нумизматика.
Несмотря на то, что 7-й том вышел в 1912 году, в полном издании использована устаревшая орфография до начала XX века. После реформы 1911 года орфография изменилась:
Bibliotheca > Biblioteca
Innocencio > Inocêncio
Moraes > Morais
Synagoga > Sinagoga
Vasconcellos > Vasconcelos

## Именования статей
В биографическом словаре «Португалия» при именования статей о персоналиях с несколькими фамилиями первое место занимает последняя фамилия автора:
- Vasconcellos (Carolina Wilhelma Michaelis de)[3]
- Vasconcellos (Jorge Ferreira de)[4]

При этом имеются определённые исключения их данного правила:
- Bocage[5] > Barbosa du Bocage (Manuel Maria)[6]
- Barbosa du Bocage (José Vicente)[7]
- Sá de Miranda (Francisco)[8]

В свою очередь данные исключения не становятся правилами, когда в аналогичных случаях с двойными фамилиями на первое место выходит последняя фамилия, а в словаре указывается перенаправление на основную статью:
- Barbosa Bacellar (Antonio)[7] > Bacellar (Antonio Barbosa)[9]

## Содержание томов
- Peteira E., Rodriques G. Portugal : diccionario historico, chorographico, heraldico, biographico, bibliographico, numismatico e artistico :  [порт.] : in VII vol. / Peteira, Esteves & Rodriques, Guilherme. — Lisboa : J. Romano Torres, 1904. — Vol. I : A. — 956 p.
- Peteira E., Rodriques G. Portugal : diccionario historico, chorographico, heraldico, biographico, bibliographico, numismatico e artistico :  [порт.] : in VII vol. / Peteira, Esteves & Rodriques, Guilherme. — Lisboa : J. Romano Torres, 1906. — Vol. II : B—C. — 1280 p.
- Peteira E., Rodriques G. Portugal : diccionario historico, chorographico, heraldico, biographico, bibliographico, numismatico e artistico :  [порт.] : in VII vol. / Peteira, Esteves & Rodriques, Guilherme. — Lisboa : J. Romano Torres, 1907. — Vol. III : D—K. — 1091 p.
- Peteira E., Rodriques G. Portugal : diccionario historico, chorographico, heraldico, biographico, bibliographico, numismatico e artistico :  [порт.] : in VII vol. / Peteira, Esteves & Rodriques, Guilherme. — Lisboa : J. Romano Torres, 1909. — Vol. IV : L—M. — 1355 p.
- Peteira E., Rodriques G. Portugal : diccionario historico, chorographico, heraldico, biographico, bibliographico, numismatico e artistico :  [порт.] : in VII vol. / Peteira, Esteves & Rodriques, Guilherme. — Lisboa : J. Romano Torres, 1911. — Vol. V : N—P. — 1064 p.
- Peteira E., Rodriques G. Portugal : diccionario historico, chorographico, heraldico, biographico, bibliographico, numismatico e artistico :  [порт.] : in VII vol. / Peteira, Esteves & Rodriques, Guilherme. — Lisboa : J. Romano Torres, 1912. — Vol. VI : Q—S. — 1123 p.
- Peteira E., Rodriques G. Portugal : diccionario historico, chorographico, heraldico, biographico, bibliographico, numismatico e artistico :  [порт.] : in VII vol. / Peteira, Esteves & Rodriques, Guilherme. — Lisboa : J. Romano Torres, 1915. — Vol. VII : T—Z. — 735 p.